# ElringKlinger
ElringKlinger AG er en tysk underleverandør til bilindustrien med hovedkvarter Dettingen an der Erms, Baden-Württemberg. I 2021 bestod ElringKlinger-Koncernen af 39 datterselskaber.
Produkterne omfatter løsninger til forskellige motorer: Cylinderpakninger, specielle pakninger, letvægtsdele, afskærmningsdele, transmission og udstødning samt flere forskellige plastprodukter.
I 1879 grundlagde Paul Lechler i Stuttgart en handelsvirksomhed for segl og tekniske produkter. Richard Klinger grundlagde i 1885 i Wien et byggeværksted og producerede cylinderpakninger.